# Richard Sutton
Sir Richard Sutton (falecido em 1524) foi um advogado inglês. Foi um dos fundadores da Brasenose College, e o primeiro leigo fundador de alguma faculdade.
Ele disse ter vindo de uma família do norte do país, o Suttons perto de Macclesfield, Cheshire. Pouco se sabe da sua vida, mas ele era um advogado e em 1499 membro do Conselho Privado. Em 1513 ele tornou-se administrador da mosteiro de Sião, uma casa de freiras em Isleworth.
Como Smyth e Sutton chegou ao plano de uma faculdade não é conhecido, mas em 1508 se encontrou com Edmund Croston, ou Crofton, legando £6, 13s 4d para a construção de "um colégio de Brasynnose" e os projectos de "o bispo de Lincoln e mestre Sotton" foram levadas a efeito dentro de um prazo estipulado. No mesmo ano, obteve um contrato de arrendamento Sutton anos noventa e dois de Brasenose Hall e da Universidade de Little Hall em R $ 3 por ano, e desde esse momento até ao final de sua vida foi ocupada na compra de propriedades com as quais ele poderia dotar o novo colégio.
É sabido de ele ter contribuído para os fundos de Corpus Christi College, em Oxford, também. Ele foi nomeado cavaleiro alguns anos antes de sua morte, que ocorreu por volta de 1524.